# Маски (телесериал)
«Маски» (порт. Mascaras) — бразильский телесериал телекомпании «RecordTV» по сценарию бразильского сценариста Лауро Сезар Муниза.

## Сюжет
После постнатальной депрессии, которая привела к отказу от рождения новых детей, Мария (Мириам Фриланд), жена богатого землевладельца Отавио Бенаро (Фернандо Павао), отправляется в круиз на океанском лайнере в сопровождении своего врача Десио Наварро (Петронио Гонтижо). На корабле Мария встречает старого друга по колледжу, Тони (Даниэль Галли), психолога, который заинтересован её случаем. На обратном пути Марию и младенца таинственно похитили. Отавио следует приказам похитителей, в ожидании, что они вернут жену и сына. Но, по необъяснимым причинам, преступники бесследно исчезают с его близкими.

## В ролях
- Фернандо Павао — Отавио Бенаро / Мартин
- Палома Дуарте — Nameless (Безымянная)
- Петронио Гондижо — д-р Десио Наварро
- Мириам Фриланд — Мария
- Эйтор Мартинес — Мартин
- Жизель Итие — Ману
- Никола Сири — Кайо
- Флавия Монтейру — Энеида
- Бети Коэльо — Валерия
- Эмилио Дантас — Жино
- Раул Газолла — Вадо (Эвалдо)